# Gấu bông

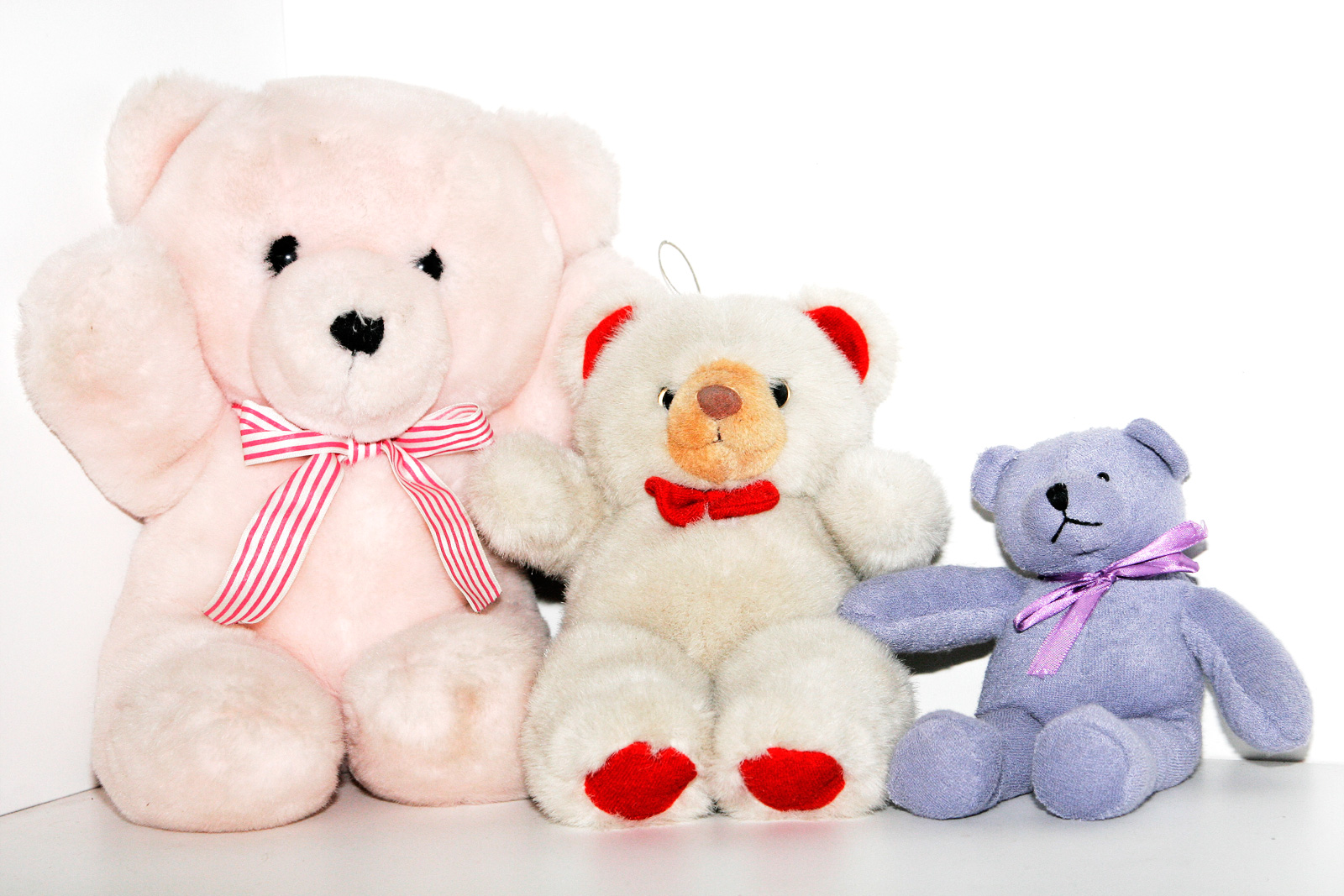
Ba con gấu bông

Gấu bông là một loại đồ chơi nhồi bông mang hình dạng con gấu. Món đồ chơi này được phát triển độc lập bởi nhà sản xuất đồ chơi Morris Michtom (Hoa Kỳ) và Richard Steiff (Đức) trong những năm đầu thế kỷ 20. Tên gọi teddy bear trong tiếng Anh được đặt theo biệt danh của Tổng thống Hoa Kỳ Theodore Roosevelt. Thời kỳ đầu, người ta cố gắng làm gấu bông sao cho giống gấu thật với mõm rộng và đôi mắt tròn nhỏ. Gấu bông thời nay thường có mắt to hơn, trán rộng hơn, mũi nhỏ hơn và có các đặc điểm giống em bé sơ sinh để tăng độ đáng yêu. Gấu bông cũng rất đa dạng về "loài", từ gấu Bắc Cực, gấu xám đến gấu trúc,... Thời kỳ đầu gấu bông thường được phủ lớp lông bằng vải nỉ angora, về sau là lông tổng hợp, vải nhung, vải denim, vải bông, satanh và vải bạt.
Kể từ khi ra đời đến nay, đồ chơi gấu bông đã trở nên phổ biến khắp nơi trên thế giới, là món quà tặng thường gặp dành cho trẻ em và cả người lớn. Tại nhiều quốc gia thậm chí còn có bảo tàng về gấu bông.

## Lịch sử

### Ra đời tại Hoa Kỳ

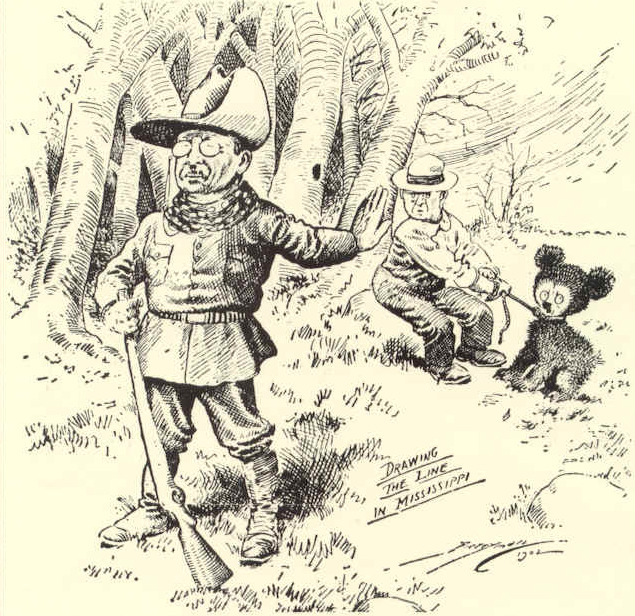
Bức vẽ có nhan đề Drawing the line in Mississippi của Clifford Berryman được đăng trên The Washington Post vào năm 1902. Tranh này là nguồn sinh ra tên gọi teddy bear.

Tổng thống Hoa Kỳ Theodore Roosevelt - có biệt danh Teddy - là người yêu thích hoạt động ngoài trời và đi săn. Tháng 11 năm 1902, ông có chuyến đi săn ở tiểu bang Mississippi qua lời mời của Thống đốc Andrew H. Longino. Trong khi đa số các bạn hữu đều bắn được con thú nào đó thì Roosevelt bị báo chí đưa tin là trong mấy ngày chẳng săn được thứ gì. Một ngày nọ, tùy tùng của ông dồn ép một con gấu đen Mỹ và chỉ cho ông thấy, tuy nhiên ông từ chối bắn con gấu đã bị thương và ra lệnh cho người khác giết nó vì mục đích nhân đạo. Câu chuyện này trở thành chủ đề cho bức vẽ chính trị của Clifford Berryman đăng trên tờ The Washington Post vào ngày 16 tháng 11 năm 1902.
Ở Brooklyn, New York, một chủ cửa hàng là Morris Michtom xem tranh này và trào lên cảm hứng tạo ra một món đồ chơi mới. Đồ chơi hình dạng gấu con nhồi bông được ông trưng bày bên cửa sổ với bảng hiệu ghi "Teddy's bear". Thành công sớm đến với Michtom, và ông đã lập ra công ty Ideal Novelty and Toy Co. nhưng công ty này không còn tồn tại đến năm 1997.

### Ra đời tại Đức

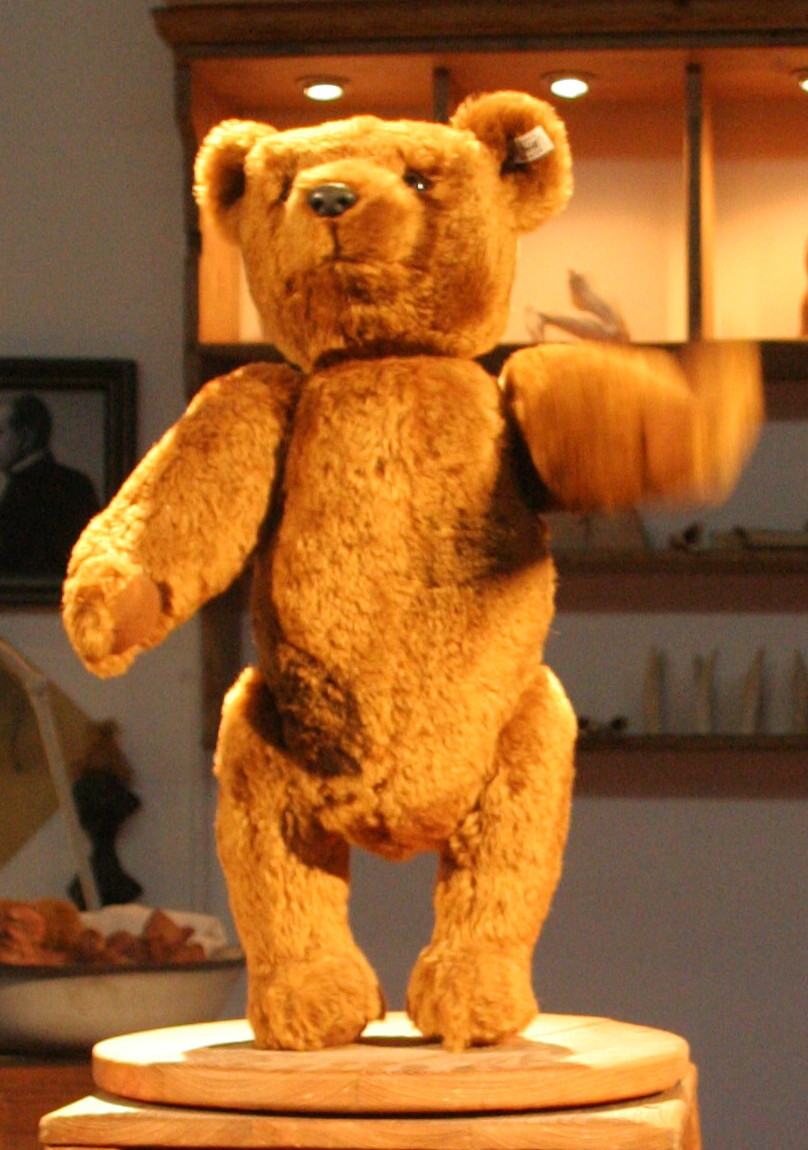
Bản sao gấu bông 55 PB của hãng Steiff

Cùng thời gian đó tại Đức, công ty Steiff độc lập sản xuất ra gấu bông theo mẫu thiết kế của Richard Steiff. Tháng 3 năm 1903, khi Steiff trưng bày món đồ chơi tại Hội chợ đồ chơi Leipzig thì được Hermann Berg - người mua đến từ George Borgfeldt & Company ở New York - nhìn thấy. Berg đặt hàng 3.000 con gửi sang Hoa Kỳ. Mặc dù sổ sách của Steiff ghi nhận công ty có sản xuất số gấu này, tuy nhiên chúng không được ghi là đã cập bến Mỹ, đồng thời cũng chưa ai nhìn thấy loại gấu có mã số "55 PB" đó khiến người ta lan truyền câu chuyện cho rằng tàu chở số gấu bông trên đã bị đắm. Tuy vậy, Gunther Pfieffer - tác giả của bốn cuốn sách viết về gấu Steiff - cho hay thực ra câu chuyện này chỉ mới xuất hiện vào năm 1953, và có lẽ loại gấu 55 PB không đủ bền để tồn tại đến ngày nay. Tuy Michtom và Steiff cùng sản xuất gấu bông vào khoảng thời gian như nhau song cả hai đều không biết đến sáng tạo của người kia vì thông tin liên lạc đôi bờ Đại Tây Dương thời bấy giờ còn kém.

## Sản xuất
Gấu bông sản xuất thương mại hàng loạt chủ yếu để làm đồ chơi cho trẻ em và phải đáp ứng tiêu chuẩn khắt khe trước khi đến tay trẻ nhỏ tại các quốc gia phát triển. Phần lớn gấu bông được sản xuất tại các nước như Trung Quốc và Indonesia. Ở Đức có những công ty như Margarete Steiff GmbH sản xuất gấu bông thủ công bán trong cửa hàng hoặc bán trực tuyến trên Internet. Ở Anh, còn sót lại công ty nhỏ Merrythought có truyền thống sản xuất gấu bông kể từ khi thành lập vào năm 1930. Trong sản xuất, người ta dùng loại vải nỉ angora (được dệt thành vải, nhuộm và cắt tỉa), vải anpaca (làm từ lông con anpaca - một loại lạc đà không bướu ở Nam Mỹ) hoặc các loại lông tổng hợp.
Gấu bông là thể loại yêu thích của những người làm đồ chơi không chuyên với nhiều vật liệu đa dạng, từ vải nỉ, vải bông đến vải nhung và gỗ dán. Họ làm chúng để làm quà tặng hoặc dành cho mục đích từ thiện.

Các bước sản xuất
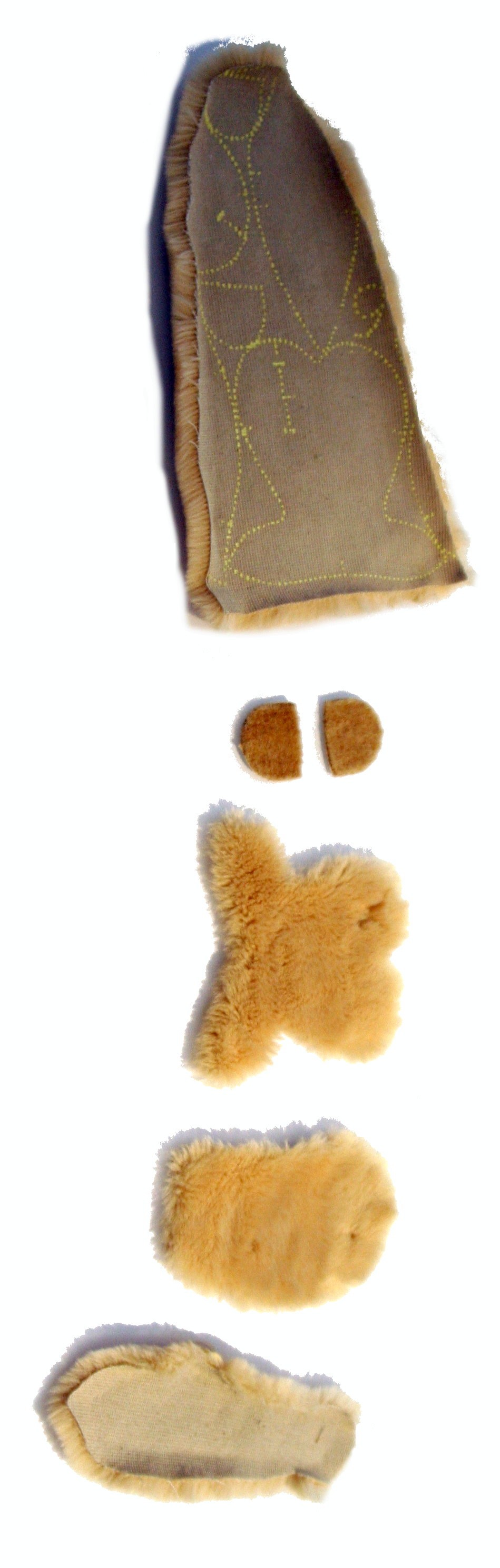
1: Cắt ra
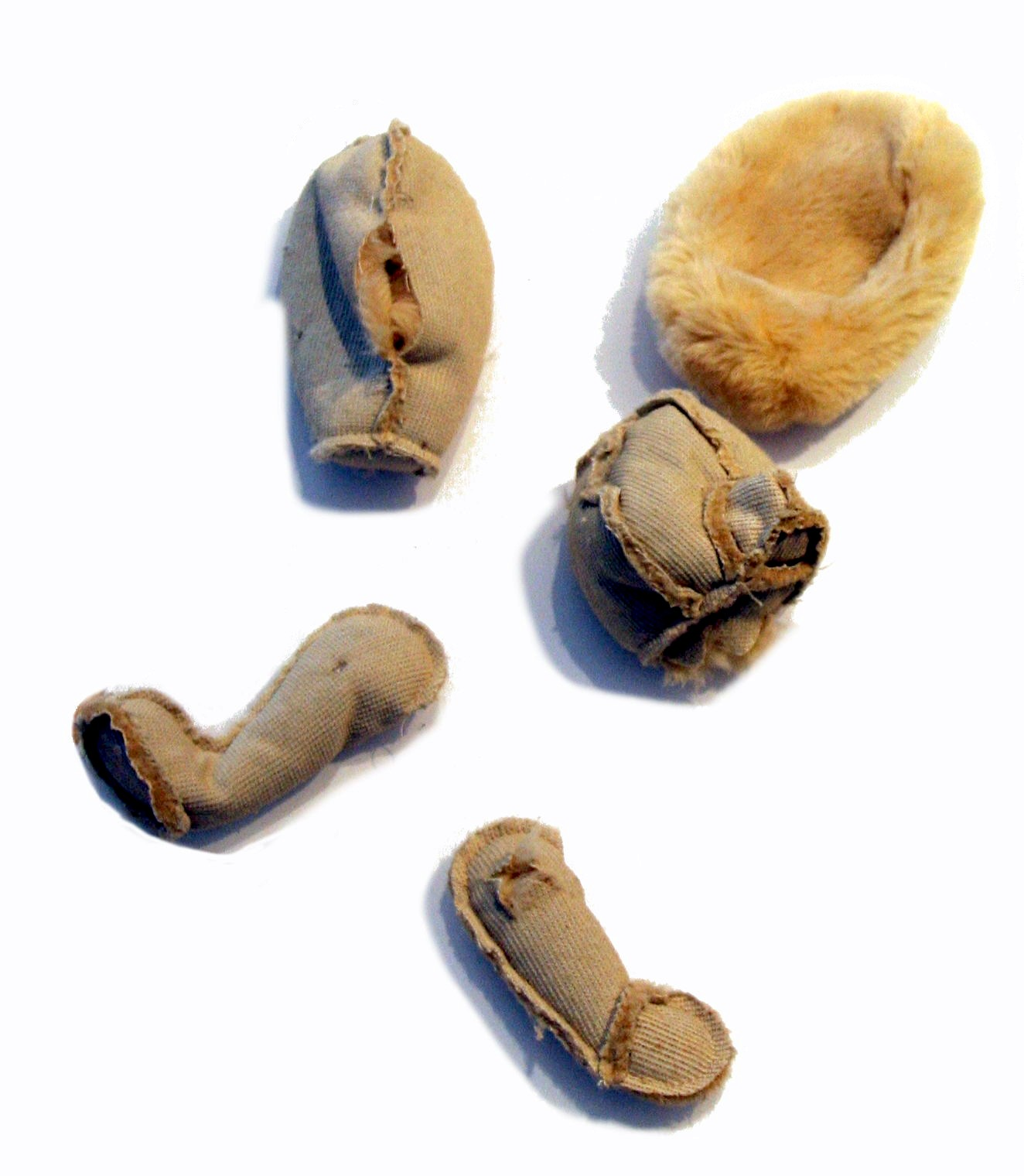
2: Khâu lại
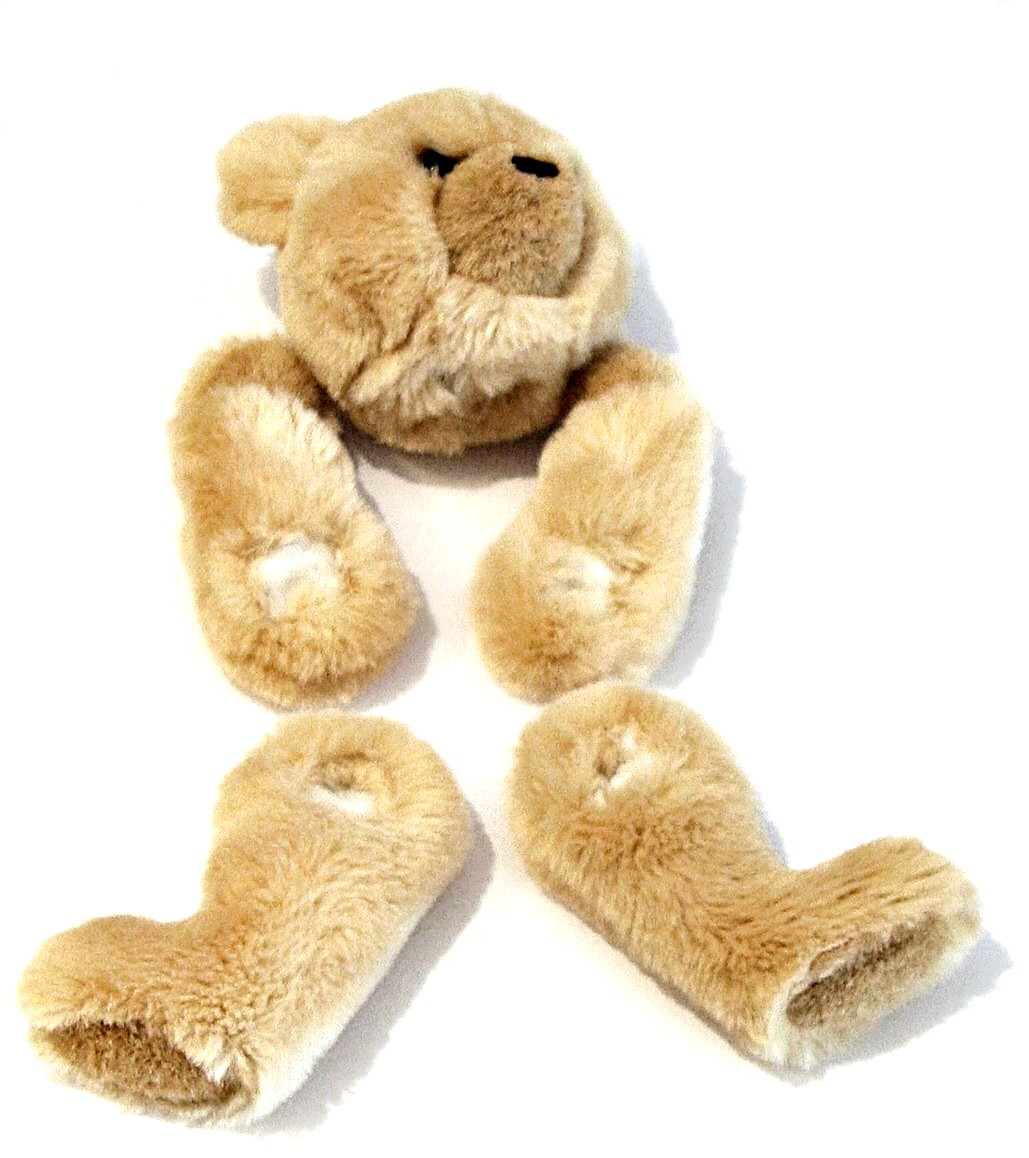
3: Nhồi bông
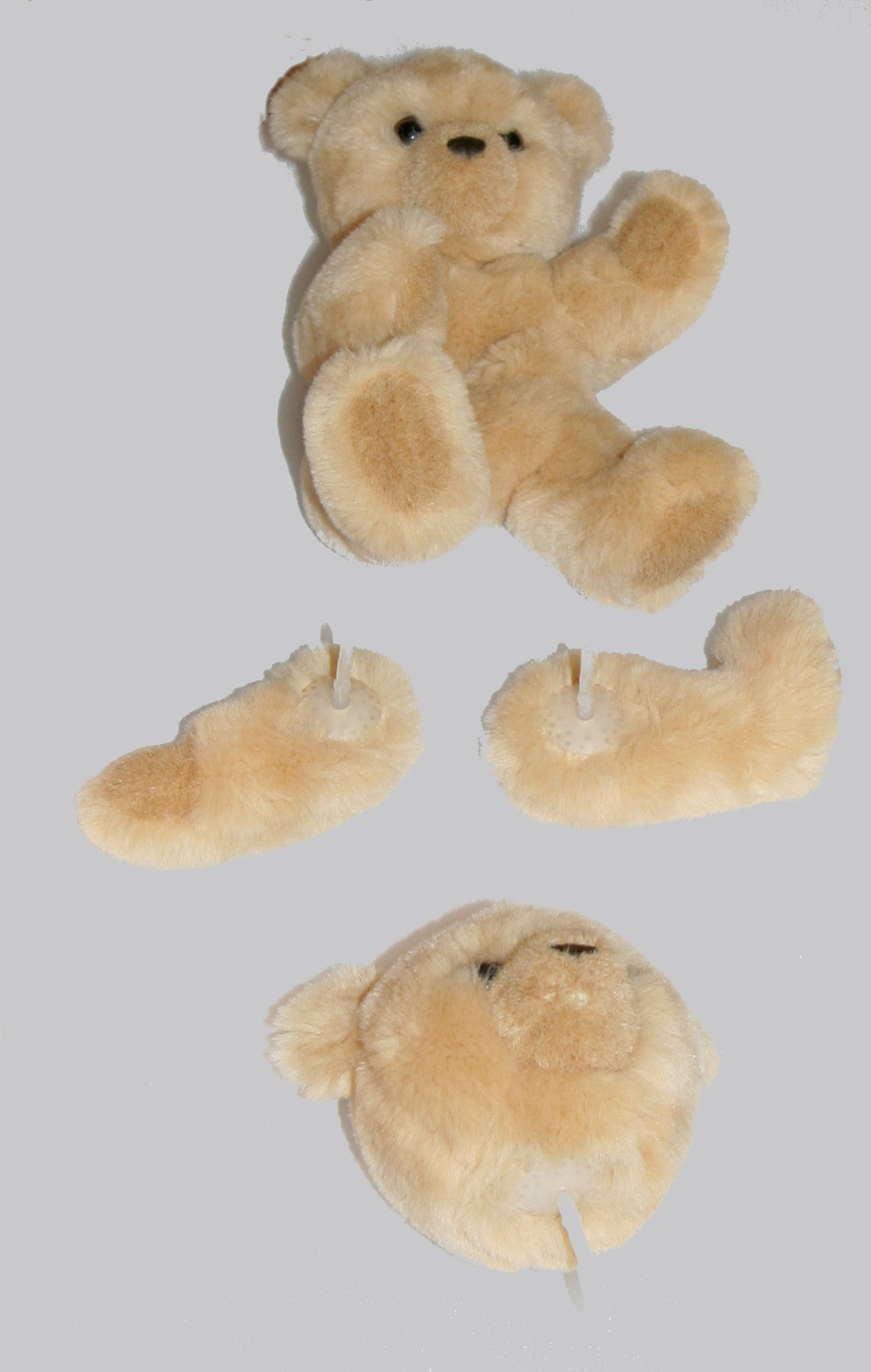
4: Lắp ráp

### Đồ cổ
Gấu bông Michtom làm bằng vải nỉ - với các mối nối ở hông, cổ và vai - từng rất nổi tiếng trong xã hội xưa và trong giới sưu tập đồ cổ ngày nay. Vải sản xuất ra chúng thường là nỉ màu vàng hoặc màu be. Đôi mắt làm bằng nút hoặc thủy tinh; phần lông xung quanh mõm thường được cắt tỉa. Về sau, gấu có nhiều màu sắc và kiểu dáng hơn; lông cũng dài hơn. Một số loại gấu khác thường được người ta sưu tập là gấu sản xuất bởi công ty đồ chơi Knickerbocker (1924-1925, New York) với cơ thể dài, chân ngắn và thẳng; gấu của công ty Gund Manufacturing (1898) và gấu Hershey (dùng để quảng cáo cho thanh sô-cô-la của công ty Hershey).

### Bảo tàng gấu bông
Bảo tàng gấu bông đầu tiên trên thế giới được khánh thành tại Petersfield, Hampshire, Anh Cách Lan vào năm 1984. Năm 1990, một bảo tàng tương tự được thành lập ở Naples, Florida, Hoa Kỳ. Hai bảo tàng này bị đóng cửa tương ứng vào các năm 2006 và 2005.

## Gấu bông trong văn hóa đại chúng
Gấu bông trở thành nhân vật chính trong một số sách truyện, chẳng hạn như sách về Winnie-the-Pooh của nhà văn A. A. Milne hay loạt sách thiếu nhi The Roosevelt Bears của Seymour Eaton. Chúng cũng là nguồn cảm hứng cho nhạc sĩ John Walter Bratton viết nên giai điệu "The Teddy Bear Two Step" mà về sau Jimmy Kennedy đặt thêm lời và trở thành bài hát "The Teddy Bears' Picnic". Chú gấu bông Misha là linh vật của Liên Xô và Nga.